# اگنس مارتین
اگنس برنیس مارتین (به انگلیسی: Agnes Bernice Martin) (زاده ۲۲ مارس ۱۹۱۲- مرگ ۱۶ دسامبر ۲۰۰۴) نقاش کانادایی-امریکایی بود که معمولاً آثارش هنر مینی‌مال شمرده می‌شود و خود را اکسپرسیونیست انتزاعی می‌دانست. آثار او ترکیبی از شیارهای تقریباً ناپیدا بود که بر زمینهٔ ساده و تک رنگ نقش می‌انداخت.